# 二風谷ダム
二風谷ダム（にぶたにダム）は、北海道沙流郡平取町、一級河川・沙流川本流中流部に建設されたダムである。
国土交通省北海道開発局室蘭開発建設部が管理する特定多目的ダムである。型式は重力式コンクリートダム、高さは32.0m。沙流川の治水と日高地域への利水を目的に建設されたが、建設に際し水没予定地に住むアイヌ民族との軋轢がダム建設差し止め訴訟にまで発展、裁判では国の事業認定が違法であったこと、アイヌ民族が先住民族であることが認められた。アイヌ民族の先住性を問う契機となったダム事業として知られている。ダム湖は二風谷湖（にぶたにこ）と呼ばれる。

## 沿革
沙流川は日高管内において鵡川と並ぶ規模の大きい一級河川である。流域は競走馬の産地として知られる門別町などがあり、古くから競走馬が生産されてきた。しかしほとんど河川改修が行われない手付かずの原始河川であり、上流域は急峻な日高山脈であることもあって一挙に洪水が下流域に押し寄せ、水害の常襲地帯となっていた。戦後もこの状態が続き、競走馬の生産も活発になっていたことから莫大な資産を保護するための治水対策は急務であった。一方で競走馬生産のほか農地も拡大、これに伴う農業用水の使用量が増大する一方で灌漑設備は乏しく、安定した農業用水の供給も必要になっていた。さらに高度経済成長期には苫小牧市や室蘭市といった道南地域の工業地帯が拡張され、北海道経済の伸長に弾みが付いていた。こうした背景があって電力と工業用水道の確保も次第に求められていった。
当時北海道電力は沙流川を始め静内川・新冠（にいかっぷ）川・鵡川といった日高地方の主要な河川を利用して大規模な水力発電開発を行うべく日高電源一貫開発計画を1952年（昭和27年）より開始し、沙流川本流に岩知志ダムを1958年（昭和33年）に完成させていた。同時期北海道開発局は苫小牧方面への工業用水供給と鵡川・沙流川の治水を図るべく河川総合開発事業を企図、鵡川本流の赤岩青巌峡付近に高さ103.0メートル、総貯水容量が3億立方メートルを超える巨大ダム・赤岩ダム計画を発表した。ところが水没予定地の占冠村が村を挙げて反対した結果、1961年（昭和36年）に計画は白紙撤回され、以後暫く総合開発計画は進展しなかった。ところが苫小牧市に大規模な工業地帯を建設して北海道経済の起爆剤とすべく苫小牧東部開発計画が立案され、その根幹事業として苫小牧東部工業地帯（苫東）の建設が計画された。このため再び工業用水の供給が課題となった。
そこで北海道開発局は水源を日高地方の河川に求めたが、鵡川はダム計画が放棄され建設は不可能、新冠川は北海道電力によって新冠ダムが既に建設中、静内川は北海道と北海道電力の共同事業による高見ダムが計画されており、残った沙流川に開発の手を伸ばすことになった。1973年（昭和48年）、北海道開発局は沙流川の本流と支流の額平（ぬかびら）川に二基の多目的ダムを建設して、沙流川の治水と流域町村および苫小牧東部工業地帯への利水、そして日高電源一貫開発計画の一翼を担う水力発電を目的に「沙流川総合開発事業」を発表。二風谷ダム（沙流川）と平取ダム（額平川。後述）の二ダム一事業として計画をスタートさせた。

## アイヌ民族の闘い
しかし、ダムが建設される二風谷地区は、アイヌ民族にとって「聖地」とされてきた。チプサンケと呼ばれるサケ捕獲のための舟下ろし儀式を始めとして当地はアイヌ文化が伝承される重要な土地であった。このため計画発表と同時に地元のみならず道内のアイヌから強い反対運動が起こった。水没戸数は9戸と少なかったが水没農地が水没面積の半分を占め、うち競走馬の牧場が二箇所あったことも補償交渉を長期化させた。水没予定地の関係者に対する補償交渉は9年を費やし、1984年（昭和59年）には補償交渉が妥結。平取町もダム建設に同意し翌1985年（昭和60年）には水源地域対策特別措置法の対象ダムに指定されて生活再建への国庫補助などが行われた。
しかしアイヌ関係者のうち萱野茂と貝澤正の両名はアイヌ文化を守るため頑強にダム建設に反対。所有する土地に対する補償交渉に一切応じず補償金の受け取りも拒否した。このため北海道開発局は両名への説得を断念し土地収用法に基づき1987年（昭和62年）に強制収用に着手した。これに対し両名は強制収用を不服として1989年（平成元年）に収用差し止めを事業者である建設大臣に求めたが1993年（平成5年）4月にこれは棄却された。請求棄却に反発した両名は翌月土地収用を行う北海道収用委員会を相手に札幌地方裁判所へ行政訴訟を起こした。いわゆる「二風谷ダム建設差し止め訴訟」である。両名とその弁護団はダム建設の差し止めを求めたが、真の目的はアイヌ民族の現状を広く一般に認知させ、アイヌ文化を国家が保護・育成させることであった。この間萱野は日本社会党の参議院議員（比例代表区）として国政にも参与している。
この裁判には事業主体である国も補助参加しているが、アイヌ民族を先住民族とするかどうかの認否はこの裁判では不要であると主張した。ダム自体は本体工事に着手していたが建設省は萱野らアイヌ関係者の意見を容れて1996年（平成8年）にはダムに試験的に貯水を行って異常が無いか確認する試験湛水（たんすい）終了後、全ての貯水を放流するという異例の操作を行い、アイヌの伝統行事であるチプサンケを湖底で執り行うようにした。翌1997年（平成9年）に二風谷ダムの建設は完了し二風谷地区は水没したが裁判は継続され、同年3月27日に二風谷ダム建設の是非について札幌地裁は判決を下した。この中で札幌地裁は土地の権利取得裁決の取消しなどを求めた原告側の訴えをいずれも棄却したが、「工事のための土地取得などはアイヌ民族の文化保護などをなおざりにして収用を行ったことにより、土地収用法第20条3号の裁量権を逸脱している」として収用は違法であると判断した。その上で既にされた収用裁決を取り消すことが「公の利益に著しい障害を生じる」として判決には違法を明記するものの、原告の請求を棄却した（行政事件訴訟法第31条による事情判決）。また、アイヌ民族を国の機関としては初めて先住民族として認めた。基本的には原告敗訴であるが裁判費用は国と北海道収用委員会が負担することとなった。
被告である北海道収用委員会と事業主体である国は控訴を行わず、判決は確定する。この判決はアイヌ民族を先住民族として認めた画期的なものであり、7月には政府が差別的法律として悪名高かった北海道旧土人保護法を廃止し、アイヌ文化保護を目的としたアイヌ文化振興法が成立。アイヌ民族長年の悲願が実現した。同時にアイヌ文化振興・研究機構が発足し、萱野が1991年（平成3年）に立てた二風谷アイヌ文化博物館を水源地域対策特別措置法の国庫補助対象としてアイヌ文化・アイヌ語伝承や文化財保護の拠点として拡充させた。建設省はさらにアイヌ関係者との間で既に合意していたチプサンケの代替地を8月に完成させ、これと連動する形で二風谷湖水祭りが同時開催されてアイヌ文化に触れ合う機会を整備した。
こうして二風谷ダムは1997年10月、計画発表から24年の歳月を費やし完成。翌1998年（平成10年）4月より運用を開始した。アイヌ文化の保護育成事業はダム完成後も続けられ、同年10月には沙流川博物館が開館し、現在は二風谷アイヌ文化博物館と共にアイヌ文化保護の拠点となっている。このダム事業では、先住民族の認知および文化保護という公共事業ではいまだかつて無い問題を提起し、蜂の巣城紛争と共にダム補償において特筆される事件となった。ダム建設が契機となってアイヌ民族の悲願が成就したが、萱野・貝澤を始めとしたアイヌ関係者や二風谷ダム建設関係者の血のにじむような苦労がこの陰には潜んでいる。

## 目的
二風谷ダムの目的は治水（洪水調節、不特定利水）と利水（灌漑、上水道・工業用水道供給、水力発電）の六つであり、多目的ダムとしては用途が広い。
治水目的では、まず1969年（昭和44年）に定められた沙流川水系工事実施基本計画に基づき、沙流川の過去最大洪水流量（計画高水流量）である毎秒4,100立方メートルの洪水をダムで貯水することにより毎秒3,600立方メートルカットし、下流には毎秒500立方メートルを放流する。また沙流川の正常な流量を維持して河川生態系に影響を及ぼさないようにするため毎秒11.3立方メートルを常時放流する（河川維持放流）。河川生態系については沙流川がサケを始めサクラマス、カラフトマス、シシャモの遡上する河川であることから魚道の設計も配慮し階段式魚道を設置。ダム湖の水量に連動して水路のゲートが上下に可動する方式を採った。完成以後魚類の遡上・降下観測が毎年5月から10月まで行われているが、ダム完成以降遡上・降下する魚類の総数は年々増加している。特にサクラマスやサケについては遡上・降下の両方が確認されており、シシャモ・カラフトマスなども遡上が確認されている。
利水については沙流川沿岸にある平取町の農地2,350ヘクタールに毎秒0.406立方メートルを供給。上水道については平取町と門別町に一日量として5,350立方メートルを、工業用水道については苫小牧東部工業地域のある苫小牧市、勇払郡厚真町・安平町に一日量として27万立方メートルを供給する。そして水力発電については日高電源一貫開発計画に基づき、ダム式発電所である二風谷発電所において最大3,000キロワットを発電し沙流川水系にある他の水力発電所などと連携して道央地域・道南地域に電力を供給する。なお発電所は北海道電力の系列企業であるほくでんエコエナジーが管理を行っている。
二風谷ダムは沙流川の治水・利水に貢献しているが、当初の目標を達成するには後述する平取ダムの完成が必要となる。しかし平取ダムは2009年に事業凍結された。また苫小牧東部工業地帯が当初の予測を下回る稼働率となっており、工業用水道については「水余り」となっている。また、ダム湖は予想を大幅に超える堆砂が進行している。完成した1997年には100年間で550万立方メートル土砂が堆積すると予想されたが、10年後の2007年には1268万立方メートルが堆積していることが判明し、100年で堆積する予定の約2.3倍の土砂が、10年で堆積していたことが判明した。当初の試算では230年で堆積するといわれた土砂が、10年間で堆積したことになる。今本博健京都大学名誉教授や田中康夫といったダム反対派は、ダムの堆砂により一定の貯水量を超えると急激に放流量が増し、下流の民家を襲う可能性があると指摘した。このため日本共産党やそれに関係する市民団体、北海道新聞からはダムについて懐疑的・否定的な意見も出ている。沙流川総合開発事業自体は未完成の状態であり、こうした「片肺」の状況下で発生したのは2003年（平成15年）の台風10号による豪雨、いわゆる日高豪雨である。

## 日高豪雨とダム

### 概要
2003年8月9日台風10号が襲来し、日高支庁管内は主要河川が軒並み氾濫し甚大な被害をもたらしたが、沙流川流域でも記録的な雨量により二風谷ダムの計画高水流量を上回る流入量を記録した。このため下流の平取町、旧門別町（現在の日高町）役場から住民に対し避難勧告が行われた。 

### ただし書き操作
二風谷ダムを含め治水機能を持つ多目的ダムや治水ダムは、ダム天端から水があふれる状況になっても決壊しない構造となっている。ただし、ダムから水があふれるような状況は、ダムとして治水機能を維持できない状況に陥っていることを意味しており、ダムが機能することを前提として下流に作られる護岸が破堤するなどの危険性が生じる。こうした事態を防ぐために、ただし書き操作によって、ぎりぎりの段階まで治水機能を維持させる試みが行われる。 
このただし書き操作については、原理的にはダムへの流入量と放水量を均衡させる操作であるが、洪水時に行った実際の操作では、最大時毎秒約6,400立方メートルの流入量に対して、放水量は最大時毎秒5,500立方メートルと放水し、計画高水流量を凌駕する洪水をせき止めている。
しかし結果的に10世帯が冠水するなどの被害が生じた。後に冠水の被害を受けた住民が、適切な避難誘導の遅れや樋門閉鎖措置の遅れが被害拡大を招いた人災として、北海道開発局に損害賠償請求をおこなった。2012年、札幌高裁は国に約3200万円の損害賠償を命ずる判決を出した。北海道開発局は上告を断念すると発表し、判決が確定した。なお、このただし書き操作は、北海道内の大規模な治水ダムで、集中豪雨時に行われた初のケースとなった。

### ダム決壊のデマ
ただし書き操作時には、地元自治体から下流住民への避難勧告が行われるが、今次の避難勧告には、被災住民等の一部からは不手際があったのではないかと指摘されている。 平取町側は「危険水位に達したので避難するように」と伝えたとしているが、深夜午前2時という悪条件の中、情報が伝わる間に「堤防が決壊する」または「ダムが決壊する」という尾ひれがついてデマが流布してしまい、住民がパニックに陥る事態となった。
こうした状態は、地域住民の間でダムへの不信感が一気に高まることとなり、後日、北海道新聞の投書欄にダムを危険視する意見が掲載（2003年8月17日）されたことがきっかけとなり、北海道開発局側が「ダムが決壊することは無い」とする反論（同月22日）を同紙に掲載する事態となった。

### 効果
洪水調節効果に関して北海道開発局の調査では、ダムが無い場合と比べ洪水時の沙流川の水位を数十センチメートル抑え、下流の門別町の浸水被害を抑制していたとしている。又、上流の原生林や河畔林より大量の流倒木が流入したダムは水門機能等を損傷させながらも大部分を食い止めた。 
前者については、上流が原生林であっても、集中豪雨による森林の涵養機能には限界があり、改めて治水施設の重要性が明らかとなったとの主張がある一方で、ダムでも完全に水害を完全に防ぐことは不可能といった主張（北海道新聞2003年8月11日夕刊）も学識経験者の間で行われるなど、豪雨災害はダム肯定論者と否定論者双方の主張の根拠となっている。 
後者の流倒木については、6万7,000立方メートルという極めて膨大な量に及んでおり、仮にこれらが下流に流下した場合には、橋梁や堤防の破壊、天然ダムの形成による溢水など居住地域への影響ばかりか、海域の水産業に致命的な影響を与えていたことは確実視されている。 地球温暖化との関連は不明であるが、普段からの河川整備、突発的な異常気象下での河川管理の難しさを改めて思い知らされる結果となった。
一方で、二風谷ダムができる前は、水害がまったくなく、1956年の大災害の時でさえ、ぎりぎりまで水が来たがなんともなかったという。田中康夫は、これについて、ダムができる前は、田畑や牧草地が遊水地の役割を果たしていて、いい意味でタイムラグを生んでいたが、ダム完成後、人家がないところにも堤防が作られたため、ダム湖の放水が適切ではない時、河道内だけを流れる水は、流れが早く危険だと指摘した。また、当時、閉めるはずの3つの樋門を閉めなかったため、水が本線から支線に流出したことも洪水の原因の1つとされる。
日高豪雨以降、二風谷ダムの堆砂が急速に進行したため、放水設備（オリフィスゲート）からの排砂が1年の3分の1の期間に行われている。

## 平取ダム
平取ダム（びらとりダム）は、二風谷湖上端で沙流川に合流する額平（ぬかびら）川に室蘭開発建設部によって建設されたダムである。ダムは堤高56.5メートルの重力式コンクリートダムであり、総貯水容量は4,500万立方メートルを超え二風谷ダムよりも規模の大きいダムとなる。洪水調節・不特定利水・灌漑・上水道・工業用水・発電を目的とする特定多目的ダムであり、二風谷ダムと同時に計画発表された。
しかしダム建設に対する反対運動は二風谷ダム以上のものであり、水源地域対策特別措置法の指定対象になっても尚反対運動は長引いた。補償交渉が妥結すると今度は公共事業見直しの機運を背景に計画の進展しないダム事業の総点検が行われ、平取ダムは30年近く計画が滞っている事から査定対象となった。その結果2005年（平成17年）国土交通省は平取ダムを含む「沙流川総合開発事業」の見直しを言明している。これに対し2003年8月の水害を経験した多くの地元住民から反発が起こり、計画通りの建設促進要望が高まる等状況は流動的となっている。また2006年3月には、地元のアイヌ民族を中心とした3年間にわたるアイヌ文化調査がひとまずの終了となった。この調査では今後の平取ダム建設に対しクリアすべき多くの課題が示されており、アイヌ文化の保護と流域住民の安全との間で難しい選択を迫られる北海道開発局の今後の対応が注目されていた。
最終的にアイヌ文化・遺跡に対して重要な保護を実施することで2007年（平成19年）、アイヌ関係者などからようやくダム事業の着手への了承が得られ、本格的な施工を行うこととなった。なお、安全面以外の問題として、ダムの左岸はスズランの名所となっているが、堤体の規模が設計通りの場合は群生地の中央にまで延びていて、群生地は消失する。

そのため、2009年の民主党政権誕生に伴い、平取ダムは見直しの対象となり、10月9日にサンルダムなど7箇所と共に予算が凍結された。
しかしその後、民主党下野後に検証が再開され、2013年に予算が復活して基礎工事が再開され、2015年に起工し、2022年に完成した。